# Cees Bakker (burgemeester)
Cees Bakker of Kees Bakker (Streefkerk, 13 februari 1939 – Ameide, 10 januari 2025) was een Nederlands politicus van het CDA.
Op 1 januari 1956 ging hij werken bij de gemeentesecretarie van zijn geboorteplaats en precies 11 jaar later werd hij daar de gemeentesecretaris. In oktober 1978 volgde zijn benoeming tot burgemeester en gemeentesecretaris van de gemeenten Ameide en Tienhoven als opvolger van Dirk Wessels die bijna een jaar eerder was overleden. Vanaf september 1982 was hij tevens waarnemend burgemeester van Giessenburg en Schelluinen. Op 1 januari 1986 waren er in Zuid-Holland meerdere gemeentelijke herindelingen waarbij Tienhoven en Ameide met nog enkele gemeenten fuseerde tot de gemeente Zederik terwijl Giessenburg en Schelluinen met nog enkele gemeenten fuseerde tot de gemeente Giessenlanden. Op die dag werd Bakker de burgemeester van de gemeente Giessenlanden. Op 1 maart 2004 ging hij daar met pensioen en meteen werd hij waarnemend burgemeester van Liesveld. In december van dat jaar werd Gert-Jan Kats daar de kroonbenoemde burgemeester.
Bakker, die in de buurt van het Streefkerkse molencomplex is opgegroeid, trad in 1972 toe tot het bestuur van de Stichting tot Instandhouding van Molens in de Alblasserwaard en de Vijfheerenlanden (SIMAV). In 1982 werd hij daar de voorzitter; een functie die hij in 2011 nog steeds vervulde.
Bakker overleed op 10 januari 2025 op 85-jarige leeftijd.